# Riechedly Bazoer
Riechedly Bazoer, född 12 oktober 1996, är en nederländsk fotbollsspelare (mittfältare) som spelar för Vitesse.

## Klubbkarriär
Den 31 augusti 2018 lånades Bazoer ut till Porto på ett låneavtal över säsongen 2018/2019. Efter att ha blivit nedflyttad i Portos B-lag lånades Bazoer i januari 2019 istället ut till FC Utrecht över resten av säsongen.
Den 12 juli 2019 värvades Bazoer av Vitesse, där han skrev på ett treårskontrakt.

## Landslagskarriär
Bazoer debuterade för Nederländernas landslag den 13 november 2015 i en 3–2-vinst över Wales.